# Серхан Серхан
Серхан Серхан (на английски: Sirhan Bishara Sirhan, на арабски: سرحان بشارة سرحان) е палестинец, антиционист, известен с убийството на 5 юни 1968 г. на Робърт Кенеди, кандидат за президент на САЩ. През 1969 г. е осъден на смърт, впоследствие присъдата е заменена с доживотен затвор.

## Биография
Серхан Бишара Серхан е роден на 19 март 1944 г. в Йерусалим, в богато палестинско християнско семейство. Баща му Бишара Серхан е бил високоплатен служител на градската водоснабдителна служба. След 1948 г. в резултат на арабско-израелската война финансовото положение на Серханов рязко се влошава. През 1956 г., когато момчето е на 12 години, семейството емигрира в САЩ.
След като завършва гимназия, Серхан работи като продавач в магазин, увлича се по окултизма и стрелбата с пистолет. Той се придържа към пан-арабските и антиционистките възгледи. Води си дневник, в който вписването от 18 май 1968 г. гласи: „Моето желание да премахна RFK се превръща във все по-непоклатима мания – Робърт Ф. Кенеди трябва да бъде убит до 5 юни 68 г.“ Смята се, че сенаторът Робърт Кенеди може да е спечелил омразата на Серхан от своите про-израелски политики, а 5 юни е годишнината от началото на шестдневната война.

## Убийство на Робърт Кенеди
Почти веднага след полунощ в нощта на 4 – 5 юни 1968 г. Робърт Кенеди и неговите бодигардове тръгват от балната зала на хотел „Амбасадор“ в Лос Анджелис, където той произнася реч, към друга стая, където той ще да даде пресконференция. Въпреки че кандидатът за президент минава през кухните, трябва да мине и през тълпа от хора чакаща го да се ръкува с него. В този момент Серхан открива огън с револвер с калибър 22. Робърт Кенеди получава три рани от куршуми, една в главата, и умира в болница 26 часа по-късно. Други 5 души са получили наранявания.
Серхан беше арестуван на мястото на престъплението. По време на процеса той направи изявление, че стреля със злонамерено намерение, обмислено предварително на 20-годишна възраст (през 1968 г. Серхан е на 24 години), но по-късно оттегля тези думи и заяви, че не помни нищо за момента на стрелбата. Защитата на Серхан се опита безуспешно да докаже, че по време на стрелбата Серхан е бил ограничено вменяем. Серхан беше признат за виновен и осъден на смърт. Но през 1972 г. Върховният съд в Калифорния постановява смъртното наказание за противоконституционно и присъдата на Серхан е заменена с доживотен затвор. От 29 октомври 2009 г. Серхан е в затвора „Плезант Вали“, окръг Сан Хоакин, Калифорния.

## Алтернативни теории
Има теории, че макар Серхан да стреля в посока на Кенеди, той не е загинал от куршумите на Серхан или не само от тях. Според показанията на редица свидетели Кенеди тръгнал към стрелящия Серхан, докато фаталната рана на главата дошла от изстрел отзад. В резултат на това възниква версията за „втори стрелец“; възможността за тази версия е докладвана и от съдебномедицинския експерт. Според други свидетели обаче преди изстрелите Кенеди се обърнал встрани, за да стисне нечия ръка. Според официален доклад на ФБР от 1975 г. няма категорични доказателства в подкрепа на теорията на втори стрелец.
През 2007 г. във Великобритания е излиза документалния филм „RFK Must Die“, който описва недостатъците на официалната версия на събитията.
|  | Тази страница частично или изцяло представлява превод на страницата „Серхан, Серхан“ в Уикипедия на руски. Оригиналният текст, както и този превод, са защитени от Лиценза „Криейтив Комънс – Признание – Споделяне на споделеното“, а за съдържание, създадено преди юни 2009 година – от Лиценза за свободна документация на ГНУ. Прегледайте историята на редакциите на оригиналната страница, както и на преводната страница, за да видите списъка на съавторите. ВАЖНО: Този шаблон се отнася единствено до авторските права върху съдържанието на статията. Добавянето му не отменя изискването да се посочват конкретни източници на твърденията, които да бъдат благонадеждни. |